# Crowdmapping
El Crowdmapping es un subtipo de crowdsourcing por el cual la agregación de entradas generadas por multitudes como comunicaciones capturadas y fuentes de medios sociales se combinan con datos geográficos para crear un mapa digital lo más actualizado posible sobre eventos como guerras, crisis humanitarias, crímenes, elecciones o desastres naturales. Estos mapas son típicamente creados en colaboración por personas que se reúnen a través de Internet.
La información puede ser típicamente enviada al iniciador o iniciadores del mapa por SMS o llenando un formulario en línea y luego son reunidos en un mapa en línea automáticamente o por un grupo dedicado. En 2010, Ushahidi publicó "Crowdmap" - una plataforma libre y de código abierto por la que cualquiera puede empezar proyectos de crowdmapping.

## Usos
La cartografía de multitudes puede utilizarse para rastrear incendios, inundaciones, contaminación, delitos, violencia política, la propagación de enfermedades y aportar un nivel de transparencia a acontecimientos de rápida evolución que los medios de comunicación tradicionales difícilmente pueden cubrir adecuadamente, o a zonas problemáticas y tendencias a largo plazo y que pueden ser difíciles de identificar mediante la notificación de acontecimientos individuales.
Durante los desastres, la puntualidad de los mapas pertinentes es fundamental, ya que las necesidades y la ubicación de las víctimas pueden cambiar rápidamente.
El uso de los mapas de multitudes por parte de las autoridades puede mejorar la conciencia de la situación durante un incidente y ser utilizado para apoyar la respuesta al incidente.
Los mapas de multitudes son una forma eficiente de demostrar visualmente la propagación geográfica de un fenómeno.

## Ejemplos
- HealthMap es un sistema de información electrónico automatizado de libre acceso que funciona desde 2006 y que supervisa, organiza y visualiza informes de brotes de enfermedades mundiales según la geografía, el tiempo y el agente de enfermedades infecciosas, y que también se utiliza para obtener datos de los usuarios.[9][10]
- 2007-08 Crisis de Kenia[11]
- En el terremoto de Haití de 2010, la plataforma de mapas de masas de Ushahidi se utilizó para trazar el mapa de más de 3.584 eventos en tiempo casi real, incluidos los incendios y las personas atrapadas bajo los edificios.[12]
- Una semana después del desastre nuclear de Fukushima Daiichi en 2011 se puso en marcha el proyecto Safecast que prestó a los voluntarios contadores Geiger baratos para medir los niveles locales de radiactividad (o los voluntarios compraron su propio dispositivo). Estos datos fueron mapeados y puestos a disposición del público a través de su sitio web.[13]
- El huracán Irene en 2011[14]
- Abril de 2015 Terremoto de Nepal[15][16][17]